# Comunità montana Fossa del Lupo/Versante Ionico
La comunità montana Fossa del Lupo/Versante Ionico era una comunità montana calabrese, situata nella provincia di Catanzaro. La sede della comunità si trovava nella cittadina di Chiaravalle Centrale.
L'ente è stato istituito con legge regionale n. 4 del 1974, quando si chiamava semplicemente "Fossa del Lupo". In seguito alla finanziaria del 2008 e conseguente legge sulla revisione delle comunità montane, è il risultato della fusione tra la già citata "Fossa del Lupo" e la "comunità montana Versante Ionico". Nata con 15 centri urbani, questi vennero ridotti a 12 nel 1999 e riportati a 15 dopo l'unione con l'altra comunità montana.
Con Legge Regionale n.25/2013 le Comunità Montane calabresi sono state soppresse e poste in liquidazione. Con delibera della Giunta Regionale n. 243 del 04/07/2013 sono stati nominati i commissari liquidatori.

## Comuni
I centri urbani di Amaroni, Cenadi, Centrache, Chiaravalle Centrale, Girifalco, Jacurso, Olivadi, Palermiti, San Vito sullo Ionio, Torre di Ruggiero, Cortale e Vallefiorita facevano parte della "comunità montana Fossa del Lupo", mentre i centri urbani di Cardinale, Davoli e San Sostene, facevano parte della "comunità montana Versante Ionico".
La comunità montana conta una popolazione di 31.250 abitanti ed una superficie pari a 312,53 km².

Di seguito l'elenco dei comuni dell'ex comunità montana Fossa del Lupo/Versante Ionico in ordine decrescente di popolazione:
| Stemma | Comune                      | Popolazione (ab) | Superficie (km2) |
| ------ | --------------------------- | ---------------- | ---------------- |
|        | Girifalco                   | 5.761            | 43,1 km²         |
|        | Davoli                      | 5.519            | 25,7 km²         |
|        | Chiaravalle Centrale (Sede) | 5.363            | 23,3 km²         |
|        | Cortale                     | 1.989            | 29 km²           |
|        | Cardinale                   | 1.970            | 32,60 km²        |
|        | Amaroni                     | 1.767            | 9,8 km²          |
|        | San Vito sullo Ionio        | 1.697            | 17 km²           |
|        | Vallefiorita                | 1.628            | 13,83 km²        |
|        | San Sostene                 | 1.407            | 31 km²           |
|        | Palermiti                   | 1.166            | 18 km²           |
|        | Torre di Ruggiero           | 967              | 24 km²           |
|        | Jacurso                     | 597              | 21 km²           |
|        | Olivadi                     | 519              | 7 km²            |
|        | Cenadi                      | 516              | 11 km²           |
|        | Centrache                   | 384              | 7 km²            |

## Galleria d'immagini

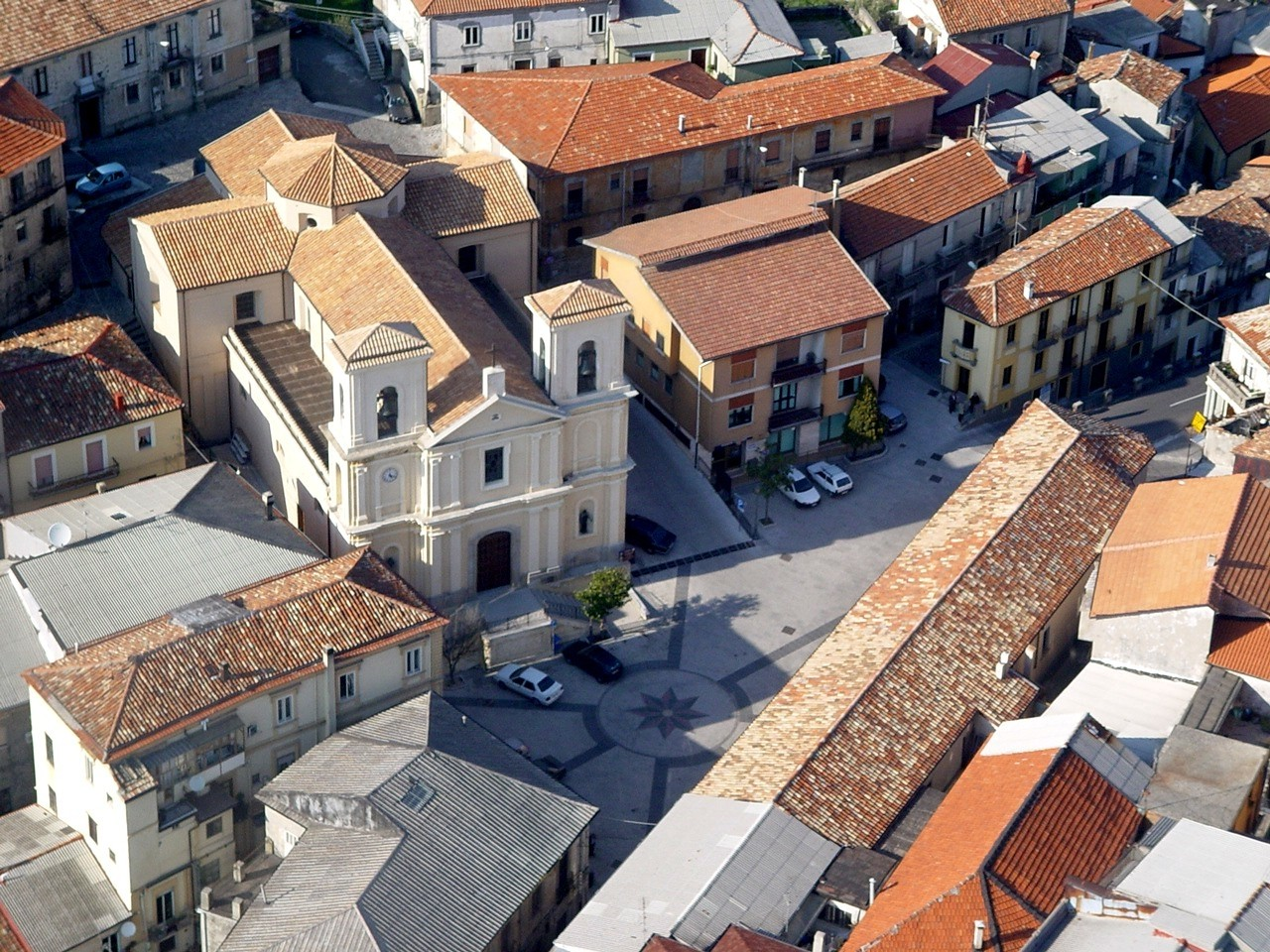
Chiaravalle Centrale
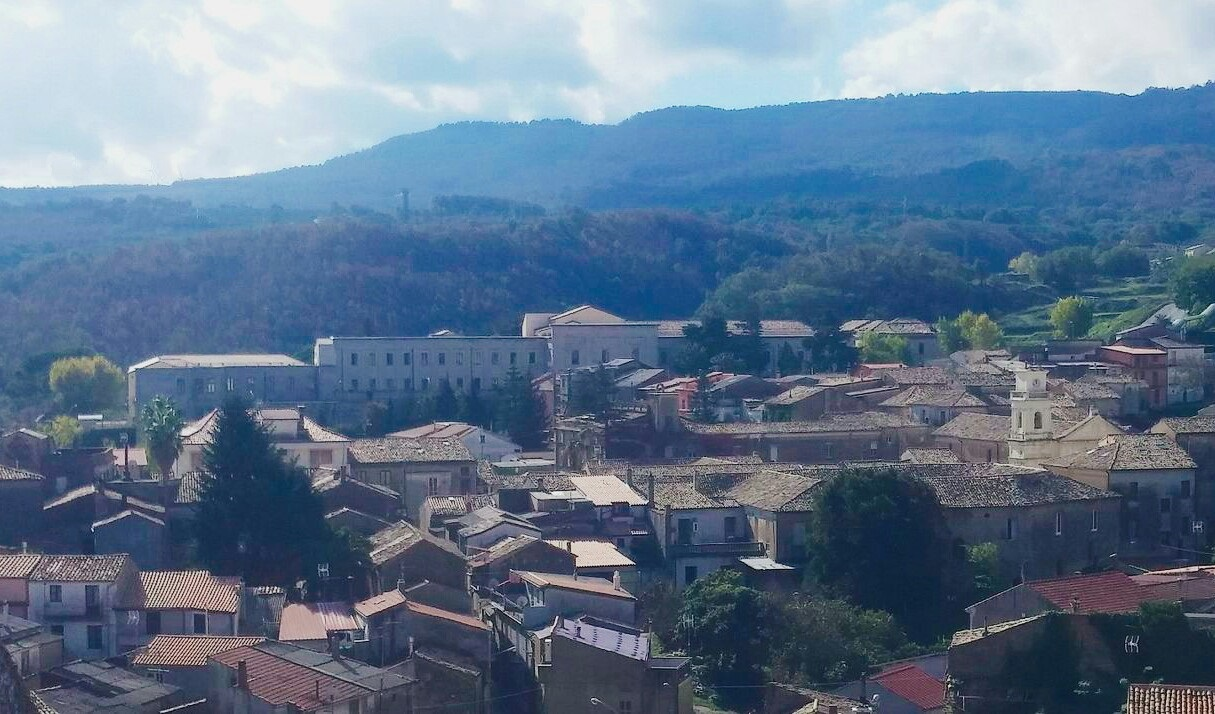
Girifalco
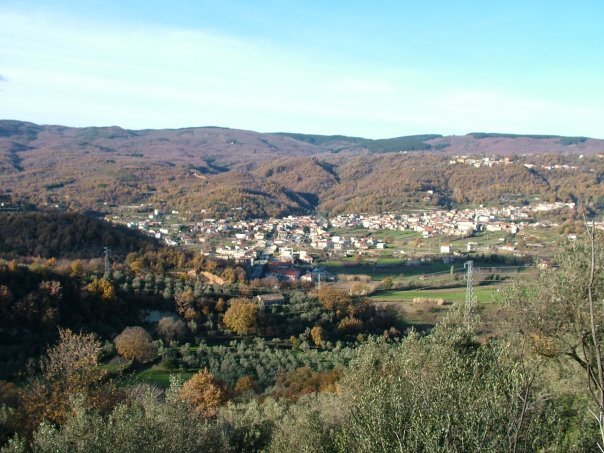
San Vito sullo Ionio
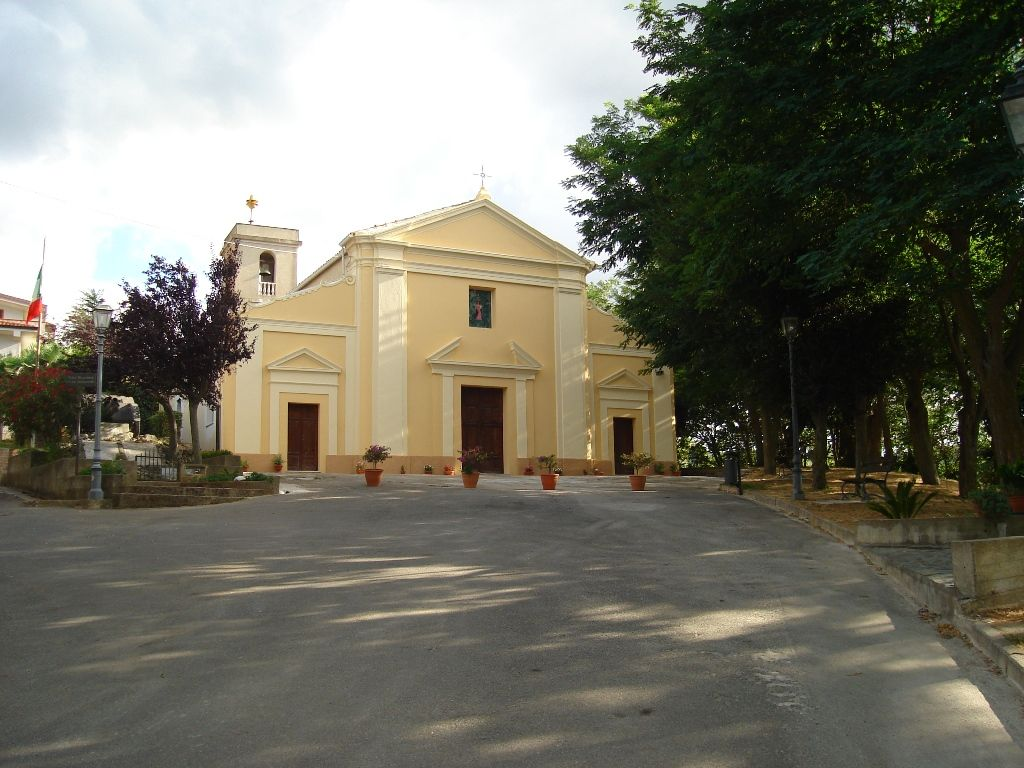
Jacurso
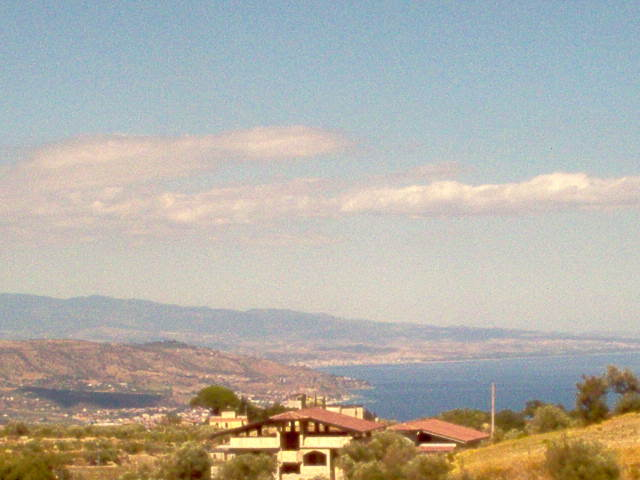
Davoli, vista sullo Ionio